# Agent juvenil
Agent juvenil (títol original: If Looks Could Kill, però rebatejat Teen Agent en la seva estrena al Regne Unit) és una pel·lícula estatunidenca casant la comèdia, el film d'acció i el fantàstic realitzat per William Dear, estrenada l'any 1991, parodiant els films de James Bond. Ha estat doblada al català. Fou nominada als Premis Saturn del 1992 en les categories de millor film fantàstic, de millor realitzador (William Dear) i de millor actriu a un segon paper 1992 (Robin Bartlett).

## Argument
Michael Corben és un estudiant d'Institut de 18 anys molt gandul i poc implicat als seus estudis. Tanmateix, per salvar el curs, es veu obligat a marxar en viatge lingüístic a França. A l'aeroport d'on el seu vol ha de marxar cap a França, és confós amb un agent secret de la CIA, anomenat també Michael Corben, que acaba de ser assassinat per perillosos criminals.

## Repartiment
- Richard Grieco: Michael Corben
- Roger Rees: Augustus Steranko
- Linda Hunt: Ilsa Grunt
- Robin Bartlett: Patricia Grober
- Gabrielle Anwar: Mariska
- Michael Siberry: L'agent Derek Richardson
- Frederick Coffin: El tinent Coronel Larabee
- Geraldine James: Vendetta Galante
- Tom Rack: Zigesfeld
- Oliver Dear: Kent
- Cynthia Preston: Melissa Tyler
- Carole Davis: Areola Canasta
- Michael Sinelnikoff: Haywood
- Gerry Mendicino: Herb Corben
- Fiona Reid: Marge Corben
- Roger Daltrey: Blade
- Jacques Tourangeau: Jacques Lefèvre